# 杰夫·昆斯
杰夫·昆斯（/kuːnz/，1955年1月21日—），美国艺术家，其作品往往由極其单调的东西堆砌而成——比如不锈钢骨架、镜面加工过的气球兽，常常染以明亮的色彩。昆斯的作品在世界上大卖，持有至少一个在世艺术家作品的拍卖价格记录。评论家对他的看法趋于两级。有的认为他的作品是先锋的，有着重要的艺术史价值。有的认为那是在媚俗——哗众取宠，建立在全然利己的自我推销之上。昆斯声称自己的作品并不包含隐藏的意义。

## 簡介
傑夫·昆斯1955年生於美國宾夕法尼亚州約克，他的父親是位家具經銷商和室內設計師。 他的母親是裁縫。他曾就讀於芝加哥藝術學院並在1976年畢業於巴爾的摩的馬里蘭藝術學院。
大學畢業後，昆斯並沒有立即從事與藝術相關的工作，1977年昆斯移居紐約, 在紐約當代藝術博物館 (MOMA) 的會員服務台工作及開始建立他的藝術生涯。在新表現主義藝術盛行的年代裡, 他的早期作品不太受歡迎。為了繼續藝術創作生涯，昆斯去華爾街當起了證券經紀人，同時一邊進行創作。
1985年昆斯的突破，他在紐約展出了放在液體中籃球和救生艇的仿製品, 引起藝術界的關注。今天的評論家在昆斯的歷史中得到了廣泛的認可，他相信自20世紀80年代以來他已經掌握了富裕社會中未被壓抑的消費者拜物教。
昆斯於1986年創作的一隻不銹鋼兔兔雕像在2019年5月15日紐約的拍賣會上，以9100萬美元高價成交，創下了仍然健在的藝術家作品最高拍賣價世界紀錄。
當代「普普藝術之王」的傑夫‧昆斯（Jeff Koons）最為人所知的作品就是色彩繽紛的《氣球狗》。不過近期卻發生一座價值4萬2000美元（約127.7萬新台幣）的藍色氣球狗在邁阿密展出時，被現場的賓客意外打破。這座尺寸40 x 48 x 16 公分的藍色瓷製《氣球狗》雕塑是昆斯於2021年完成的作品，

## 延伸阅读
- Bouvier, Raphael. Jeff Koons. Der Künstler als Täufer. München: Wilhelm Fink Verlag, 2012. (ISBN 978-3-7705-5218-4)
- Girod, Andre. American Gothic : Une mosaïque de personnalités américaines. ISBN 9782343040370. OCLC 894409758. Article on Jeff Koons.
- Kimmelman, Michael. "Jeff Koons", The New York Times, 29 November 1991.
- Koons, Jeff. The Jeff Koons Handbook. New York: Rizzoli, 1993. ISBN 0-8478-1696-6
- Sciolino, Elaine. "At the Court of the Sun King, Some All-American Art" （页面存档备份，存于）, The New York Times, 8 September 2008.
- Stevens, Mark. "Adventures in the Skin Trade", The New Republic, 20 January 1992.
- Tomkins, Calvin. "The Turnaround Artist: Jeff Koons Up from Banality" （页面存档备份，存于）, The New Yorker, 23 April 2007.
- Tully, Judd. "Jeff Koons' Raw Talent", The Washington Post, 15 December 1991.